# Shigaraki Kohgen Railway
Shigaraki Kohgen Railway Co., Ltd. (信楽高原鐵道株式会社, Shigaraki Kōgen Tetsudō Kabushiki-gaisha) est une compagnie de transport de passagers qui exploite une ligne ferroviaire dans la préfecture de Shiga au Japon. Son siège social se trouve dans la ville de Kōka.

## Histoire
La compagnie a été fondée le 10 février 1987. Elle commence l'exploitation de la ligne Shigaraki le 13 juillet 1987 à la suite de son transfert de la JR West.
Le 14 mai 1991, une collision frontale entre deux trains sur la ligne Shigaraki fait 42 morts.

## Ligne
La compagnie possède une ligne.
| Ligne           | Nom japonais | Terminus             | Longueur (km) | Gares |
| --------------- | ------------ | -------------------- | ------------- | ----- |
| Ligne Shigaraki | 信楽線       | Kibukawa - Shigaraki | 14,7          | 6     |

## Matériel roulant

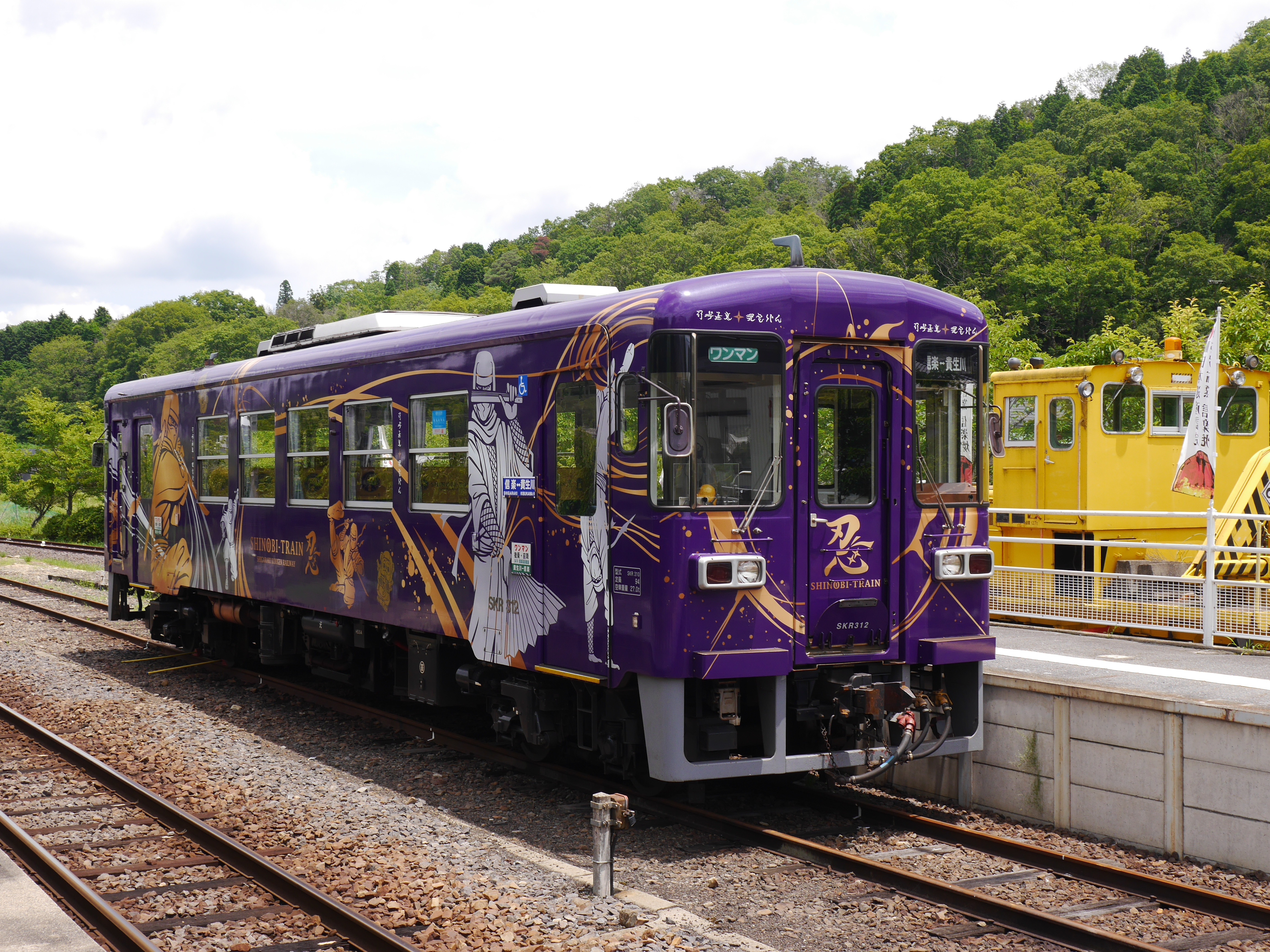
Série SKR 310.
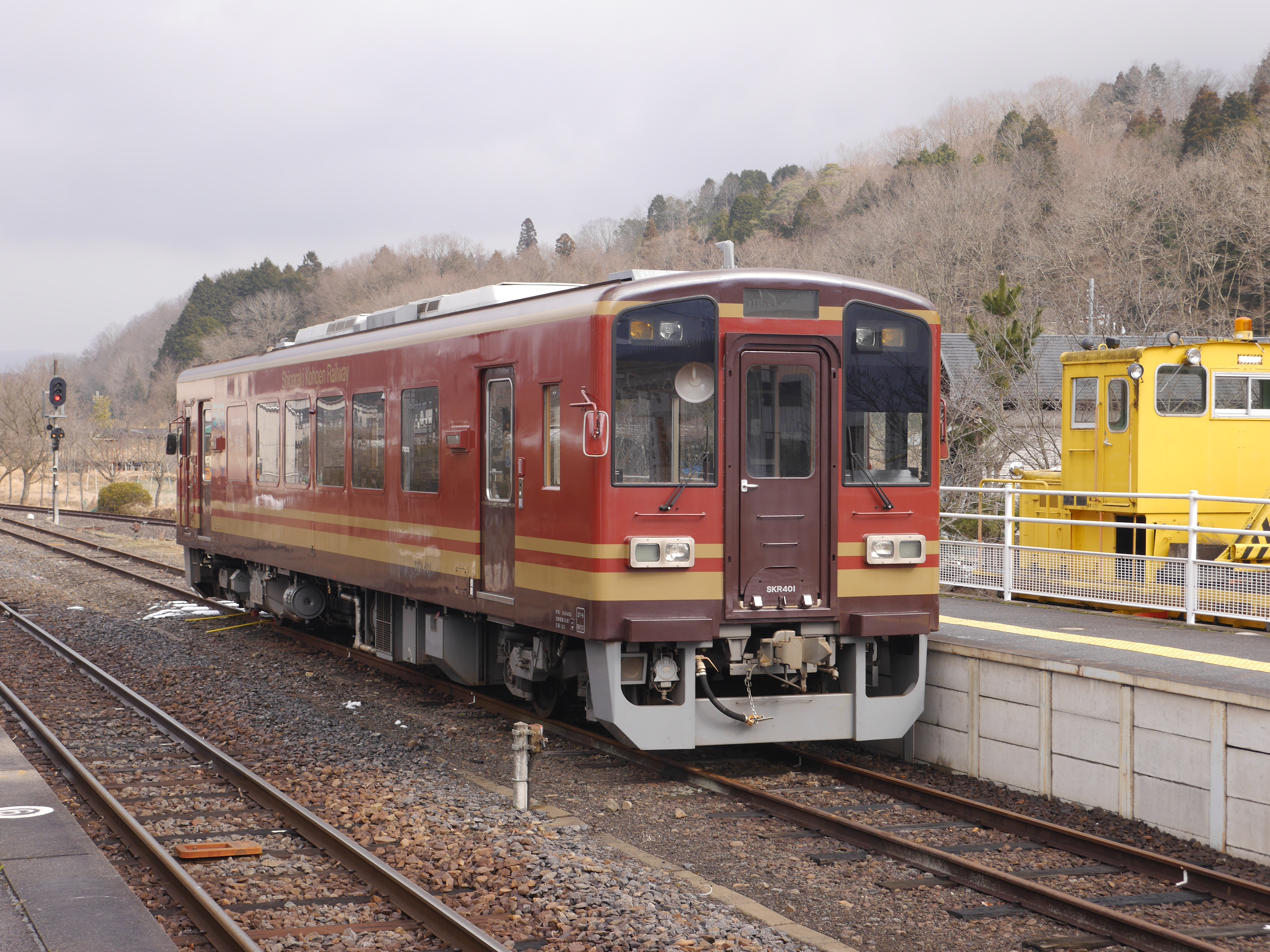
Série SKR 400.
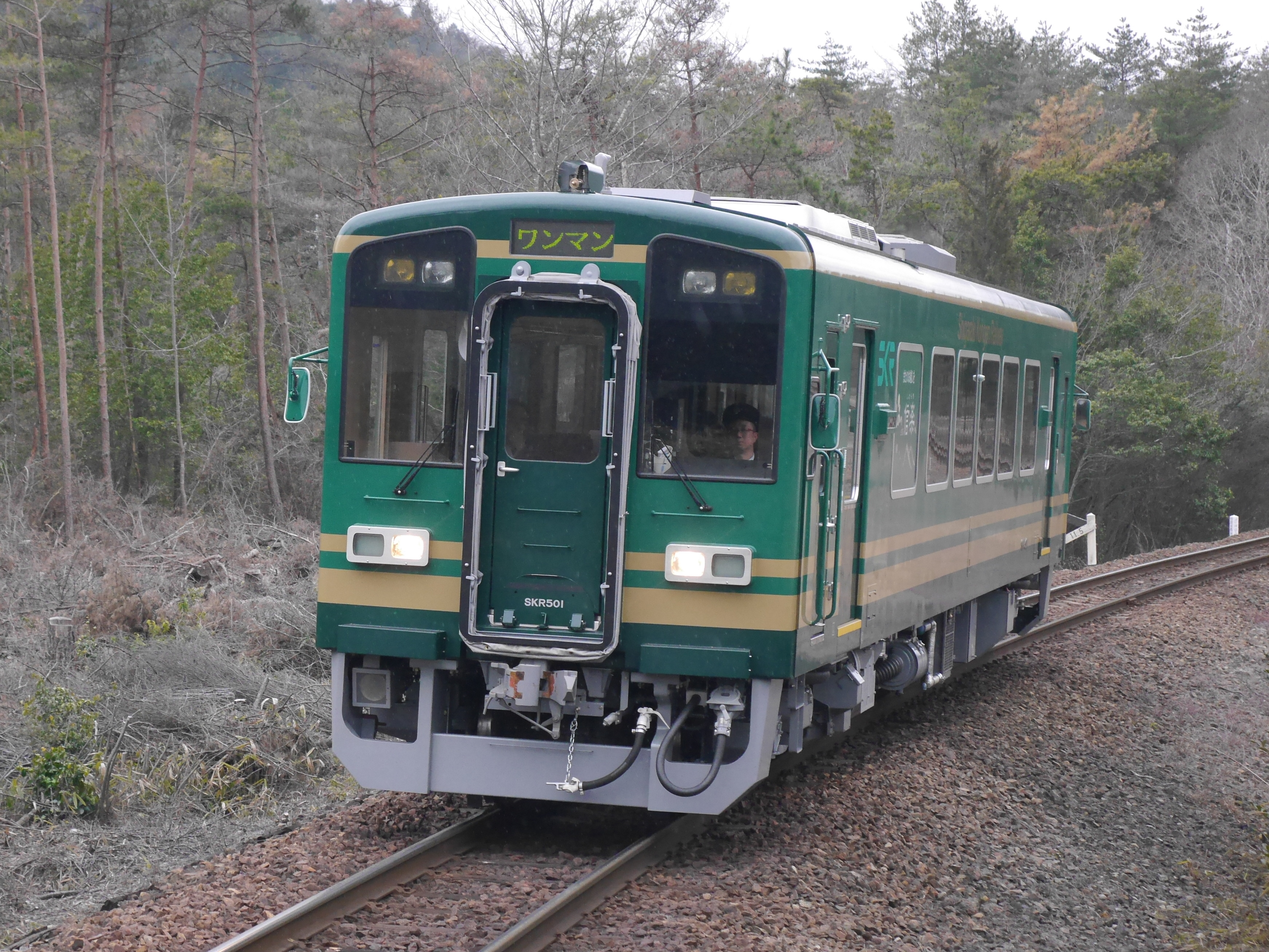
Série SKR 500.